# قرار مجلس الأمن التابع للأمم المتحدة رقم 1311
قرار مجلس الأمن التابع للأمم المتحدة رقم 1311، المتخذ بالإجماع في 28 تموز / يوليو 2000، بعد إعادة تأكيد جميع القرارات المتعلقة بجورجيا، ولا سيما القرارين 1287 (1999) و1308 (2000)، مدد المجلس ولاية بعثة مراقبي الأمم المتحدة في جورجيا حتى 31 كانون الثاني / يناير 2001.
وشدد مجلس الأمن على عدم مقبولية عدم إحراز تقدم في القضايا الرئيسية المتعلقة بالصراع في أبخازيا. وأشار إلى أنه ينبغي على الجانبين الاجتماع كل شهرين. في 11 تموز / يوليو 2000، وقع الطرفان على بروتوكول حول تحقيق الاستقرار في المنطقة الأمنية، للعمل بجدية أكبر على عودة اللاجئين إلى منطقة غالي وتحقيق الانتعاش الاقتصادي.
وحث القرار الطرفين على مواصلة التفاوض بشأن القضايا العالقة، بما في ذلك تقسيم السلطات بين تبليسي وسوخومي. وتعهدت الأطراف بعدم استخدام العنف لحل القضايا. وأكد مجلس الأمن مرة أخرى أن التغييرات الديموغرافية الناجمة عن الصراع غير مقبولة ودعا إلى عودة اللاجئين إلى منطقة غالي. كما شجب العنف والنشاط الإجرامي في منطقة الصراع وطالب الطرفين باحترام اتفاق 1994 بشأن وقف إطلاق النار والفصل بين القوات.

## روابط خارجية
- نص القرار في undocs.org